# ماركسية
الماركسية هي ممارسة سياسية ونظرية اجتماعية مبنية على أعمال كارل ماركس الفكرية، وهو فيلسوف من أصول ألمانية يهودية من القرن التاسع عشر. وكان عالم اقتصاد، وصحفي وثوري شاركه رفيقه فريدريك إنجلز في وضع الأسس واللبنات الأولى للنظرية الشيوعية، ومن بعدهم بدأ المفكرون الماركسيون في الإضافة والتطوير للنظرية بالاستناد إلى الأسس التي أرسى دعائمها ماركس، سميت بالماركسية نسبة إلى مؤسسها الأول كارل ماركس، لقد أسس ماركس نظرية الشيوعية العلمية بالاشتراك مع فريدريك إنجلز. فقد كان الاثنان اشتراكيين بالتفكير، لكن مع وجود الكثير من الأحزاب الاشتراكية، تفرد ماركس وأنجلس بالتوصل إلى فكرة الاشتراكية كتطور حتمي للبشرية وفق المنطق الجدلي وبأدوات ثورية. فكانت مجمل أعمالهما تحت اسم واحد وهو الماركسية أو الشيوعية العالمية. كانت أعمالهم تهتم في المقام الأول في تحسين أوضاع العمال المهضومة حقوقهم من قبل الرأسماليين، والقضاء على استغلال الرأسماليين للإنسان العامل.

## نظرة عامة
تسعى الماركسية إلى شرح الظواهر الاجتماعية داخل أي مجتمع معين من خلال تحليل الظروف المادية والأنشطة الاقتصادية المطلوبة لتلبية الاحتياجات المادية للإنسان. يفترض أن شكل التنظيم الاقتصادي، أو نمط الإنتاج، يؤثر على جميع الظواهر الاجتماعية الأخرى بما في ذلك العلاقات الاجتماعية الأوسع، والمؤسسات السياسية، والأنظمة القانونية، والأنظمة الثقافية، والجماليات والأيديولوجيات. تشكل هذه العلاقات الاجتماعية، إلى جانب النظام الاقتصادي، قاعدةً وبنية فوقية. مع تحسن قوى الإنتاج (أي التكنولوجيا)، تصبح الأشكال الحالية لتنظيم الإنتاج متقادمة وتعوق المزيد من التقدم. كتب كارل ماركس: «في مرحلة معينة من التطور، تتعارض قوى الإنتاج المادية في المجتمع مع علاقات الإنتاج الحالية أو -وهذا يعبر فقط عن الشيء نفسه من الناحية القانونية- مع علاقات الملكية التي في إطارها. كانت تعمل حتى الآن. ومن أشكال تطور قوى الإنتاج، تتحول هذه العلاقات إلى قيود لها. ثم يبدأ عصر الثورة الاجتماعية».
تظهر أوجه القصور هذه على أنها تناقضات اجتماعية في المجتمع تُحارب بدورها على مستوى الصراع الطبقي. في ظل نمط الإنتاج الرأسمالي، يتجسد هذا الصراع بين الأقلية التي تمتلك وسائل الإنتاج (البرجوازية) والأغلبية العظمى من السكان الذين ينتجون السلع والخدمات (البروليتاريا). انطلاقًا من الفرضية التخمينية القائلة بأن التغيير الاجتماعي يحدث نتيجة للصراع بين الطبقات المختلفة داخل المجتمع التي تناقض بعضها البعض، يستنتج الماركسي أن الرأسمالية تستغل وتضطهد البروليتاريا، وبالتالي فإن الرأسمالية ستؤدي حتما إلى ثورة بروليتارية. في المجتمع الاشتراكي، ستُستبدل الملكية الخاصة -كوسيلة للإنتاج- بالملكية التعاونية. لن يؤسس الاقتصاد الاشتراكي الإنتاج على خلق أرباح خاصة، ولكن على معايير إشباع الحاجات البشرية؛ أي الإنتاج للاستخدام. أوضح فريدريك إنجلز أن النمط الرأسمالي للتملك، الذي يستعبد فيه المنتج المنتج أولاً، ثم المستولي عليه، يُستبدل بنمط الاستيلاء على المنتجات الذي يقوم على طبيعة وسائل الإنتاج الحديثة؛ من ناحية، التملك الاجتماعي المباشر، كوسيلة للحفاظ على الإنتاج وتوسيع نطاقه؛ ومن ناحية أخرى، التملك الفردي المباشر، كوسيلة للعيش والتمتع.
يرى الاقتصاد الماركسي وأنصاره أن الرأسمالية غير مستدامة اقتصاديًا وغير قادرة على تحسين مستويات المعيشة للسكان بسبب حاجتها للتعويض عن انخفاض معدل الربح عن طريق خفض أجور الموظفين والمزايا الاجتماعية أثناء ممارسة العدوان العسكري. سيخلف نمط الإنتاج الاشتراكي الرأسمالية كطريقة إنتاج للبشرية من خلال ثورة العمال. وفقًا لنظرية الأزمة الماركسية، فإن الاشتراكية ليست حتمية ولكنها ضرورة اقتصادية.

## التاريخ
بعد أن وضع كارل ماركس وفريدريك إنجلز كتاب البيان الشيوعي سنة 1848، ابتدأ العالم يدرك كلمة الماركسية ولكن لم تكن فكرتها قد تبلورت. أصبح ذلك من ممكنا بعد سنة 1917 مع ثورة البلاشفة في روسيا. ومن ثَمّ، أصبحت العقيدة الماركسية ومنها الماركسية-اللينينية اتجاها سياسيا عالميا يسعى إلى إرسائه جزء من الدول المساندة لهذهِ الإيديولوجيا، ومن الجانب الآخر تسعى الدول الرأسمالية إلى تدميرها باعتبارها عدوّا رئيسيّا لها.

### كارل ماركس وفريدريك إنجلز

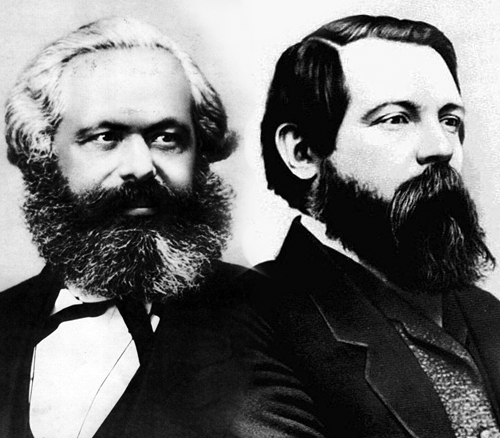
كارل ماركس وفريدرخ انغلز.

كارل هاينريش ماركس (1818- 1883) هو فيلسوف ألماني وعالم اقتصاد سياسي واشتراكي ثوري.
فريدريك انجلز (1820 - 1895) هو فيلسوف سياسي ألماني ومؤسس النظرية الماركسية إلى جانب كارل ماركس.

### التغييرات التي مرت على الماركسية على مر التاريخ
{{بعد وفاة كارل ماركس وفريدريك إنجلز، شهدت الماركسية تطورات مستمرة على الصعيدين النظري والسياسي، نتيجة تفاعلها مع الظروف الاجتماعية والاقتصادية المختلفة حول العالم. وقد انعكست هذه التغييرات في تفسيرات جديدة، تطبيقات سياسية متنوعة، وتكييفات فلسفية متعددة.

#### الماركسية اللينينية وتطبيقها الثوري
في بداية القرن العشرين، قام فلاديمير لينين بتكييف الماركسية لتناسب الظروف الروسية، مع التركيز على دور الحزب الثوري المنظم والديكتاتورية البروليتارية، ما أدى إلى ظهور الماركسية اللينينية كأساس للثورة البلشفية وتأسيس الاتحاد السوفييتي.

#### التحويرات الوطنية والدولية
شهدت الماركسية تحويرات مختلفة بحسب السياقات المحلية لكل دولة، مثل الستالينية في الاتحاد السوفييتي، والماوية في الصين. كما ظهرت تيارات معارضة، مثل التروتسكية، التي ركزت على الثورة العالمية المستمرة وانتقدت المركزية الستالينية.

#### الماركسية الثوريةوالديمقراطية الاجتماعية
ساهمت شخصيات مثل روزا لوكسمبورغ في تطوير الماركسية عبر التأكيد على الديمقراطية العمالية والنقد الداخلي للماركسية الرسمية في روسيا. دعت لوكسمبورغ إلى ثورات جماهيرية ومشاركة واسعة للعمال في صنع القرار، منتقدة التركيز الزائد على الحزب المركزي كما عند لينين، ما شكل تيارًا ماركسيًا ديمقراطيًا اجتماعيًا مميزًا في أوروبا.

#### الماركسية المعاصرة
في النصف الثاني من القرن العشرين وأوائل القرن الحادي والعشرين، توسعت الدراسات الماركسية لتشمل قضايا العولمة، البيئة، الإعلام، والنقد الاجتماعي. كما ظهر تفاعل بين الماركسية ونظريات أخرى مثل الفيمينيزم والنظرية النقدية، ما أدى إلى تنوع في التحليلات ومرونة أكبر في التعامل مع التغيرات الاقتصادية والسياسية الحديثة.

#### النقد الداخلي والخارجي
لم تخلو هذه التحولات من الجدل والنقد، سواء من داخل التيار الماركسي نفسه أو من الخارج. ساهم هذا النقد في إعادة تفسير بعض المبادئ الأساسية ومراجعة التطبيقات السياسية، ما جعل الماركسية تيارًا فكريًا ديناميكيًا مستمرًا في التطور حتى العصر الحالي.

## المفاهيم

### انتقاد الرأسمالية
نسبة إلى المنظر والثوري الماركسي فلاديمير لينين، فإن المحتوى الأساسي للماركسية هو مذهب ماركس الاقتصادي.

## أقسام الماركسية
تنقسم الماركسية إلى ثلاثة أقسام أساسية:
- النظرية الماركسية للتاريخ
- اقتصاد سياسي ماركسي.
- الشيوعية العلمية.

## بناء الماركسية
قام كارل ماركس وفريدريك انجلز ببناء الماركسية من خلال نقد وإعادة قراءة كل من:
1. الفلسفة الألمانية: فقد أهتم بالفلسفة الكلاسيكية الألمانية وخاصة مذهب «هيغل» الجدلي، ومذهب فيورباخ المادي، ونقد المذهبين ليخرج بمذهبه الفلسفي وهو المادية الجدلية (الدياليكتيكية).
2. الاقتصاد السياسي الإنجليزي: وخاصة للمفكر آدم سميث والنموذج الاقتصادي لديفيد ريكاردو، حيث قام بنقد الاقتصاد وفق المنطق الجدلي وقدم الاقتصاد السياسي الماركسي.
3. الاشتراكية الفرنسية: تأثر ماركس بالاشتراكية الفرنسية في القرن التاسع عشر لأنها [وفقًا لِمَن؟]. وقدم اشتراكيته العلمية والتي هي تمثل تغير ثوري و[وفقًا لِمَن؟]

للمجتمع بفعل تناقضات الرأسمالية ولم تعد الاشتراكية حلما طوباويا بل قدم اشتراكية علمية.